# Liegender Akt
Der Liegende Akt (auch Nu couché (frz.) oder Reclining Nude (engl.)) ist ein Gemälde von Amedeo Modigliani aus dem Jahre 1917.

## Beschreibung
Das Gemälde zeigt eine in einem Innenraum auf einem dunkelroten Sofa und einem türkisblauen Kissen liegende, unbekleidete Frau in der Tradition von Tizians Venus von Urbino. Es wurde 1917 in Öl auf Leinwand gemalt und ist 92 Zentimeter breit und 60 Zentimeter hoch. Das Gesicht der lang ausgestreckt liegenden jungen Frau mit ihren mandelförmigen Augen, entblößten Brüsten und Scham ist direkt dem Betrachter zugewandt. Ihre Augen sind jedoch geschlossen. Der Liegende Akt wurde 1917 in der Pariser Galerie von Berthe Weill zusammen mit anderen Aktdarstellungen gezeigt. Es kam zu einem Menschenauflauf bei der Ausstellung; vermutlich wirkte das Bild damals skandalös auf die Galeriebesucher. Die Polizei verfügte noch am selben Tag die Entfernung der Aktdarstellung, zusammen mit weiteren Aktgemälden. Von dem Künstler, der schon im Alter von 35 Jahren verstarb, gibt es etwa 420 Gemälde.
Am 9. November 2015 wurde das Bild bei Christie’s in New York City für 170,4 Millionen Dollar an den Industriellen und Kunstsammler Liu Yiqian verkauft. Es war damit nach Picassos Les femmes d’Alger Version „O“ das zweitteuerste je bei einer Auktion verkaufte Bild. Es befindet sich seitdem im Long Museum in Chongqing, das von Liu Yiqian gegründet wurde.

## Provenienz
- Leopold Zborowski, Paris.
- Jonas Netter, Paris.
- Riccardo und Cesarina Gualino, Turin (erworben in Paris, 2. Oktober 1928).
- Società Anonima Finanziaria, Zaccaria Pisa, Mailand; Galleria Pesaro, Mailand, 5.–8. Februar 1934.
- Pietro Feroldi, Brescia (um 1935).
- Gianni Mattioli, Mailand (1949)[3]
- Laura Mattioli Rossi (1977).[4]
- Liu Yiqian, (2015).[5]